# Ernst Siemerling

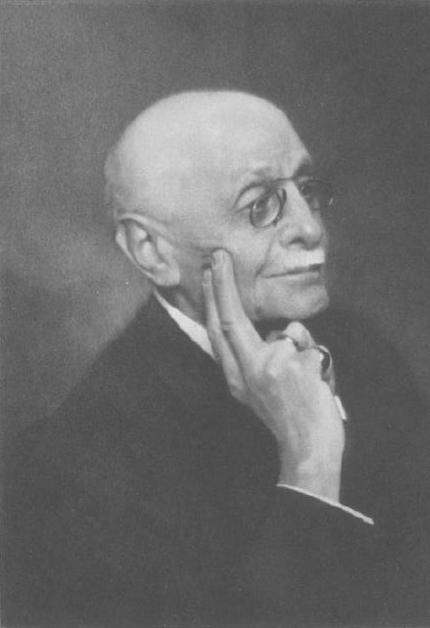
Ernst Siemerling

Ernst Paul Bruno Siemerling (ur. 9 września 1857 w Müssow, zm. 6 stycznia 1931 w Berlinie) – niemiecki lekarz psychiatra i neurolog. Razem z Oswaldem Bumke wydawał czasopismo "Archiv für Psychiatrie und Nervenkrankheiten". Od 1893 kierował kliniką psychiatryczną w Tybindze, od 1900 w Kilonii.

## Wybrane prace
- Anatomische Untersuchungen über die menschlichen Rückenmarkswurzeln. Berlin, 1887
- Zur Syphilis des Centralnervensystems
- Über die chronische progressive Lähmung der Augenmuskeln. Berlin, 1891
- Beiträge zur forensischen Psychiatrie. Transitorische Bewusstseinsstörungen der Epileptiker
- Sittlichkeitsverbrechen und Geistesstörung
- Zur pathologischen Anatomie der spinalen Kinderlähmung
- Härtung und Technik grosser Hirnschnitte
- Kasuistischer Beitrag zur forensischen Beurteilung der traumatischen Epilepsie mit consecutiver Geistesstörung. Tübingen, 1895
- Bericht über die Wirksamkeit der psychiatrischen Universitätsklinik zu Tübingen in der Zeit vom 1. Nov. 1893 bis 1. Jan. 1901. Tübingen, 1901
- Psychiatrie im Wandel der Zeiten. Kiel, 1904
- Zur Erinnerung an Friedrich Jolly. Berlin, 1904
- Über nervöse und psychische Störungen der Jugend. Berlin, 1909
- Nervöse und psychische Störungen während Schwangerschaft, Geburt und Wochenbett. Special edition of Albert Siegmund Gustav Döderlein’s (1860-1941) Handbuch der Geburtshilfe, volume 3, Munich, 1916
- Über Schlaf und Schlaflosigkeit. Berlin, 1923
- Repetitorium der praktischen Neurologie. Leipzig, 1927